# Gerard Dou

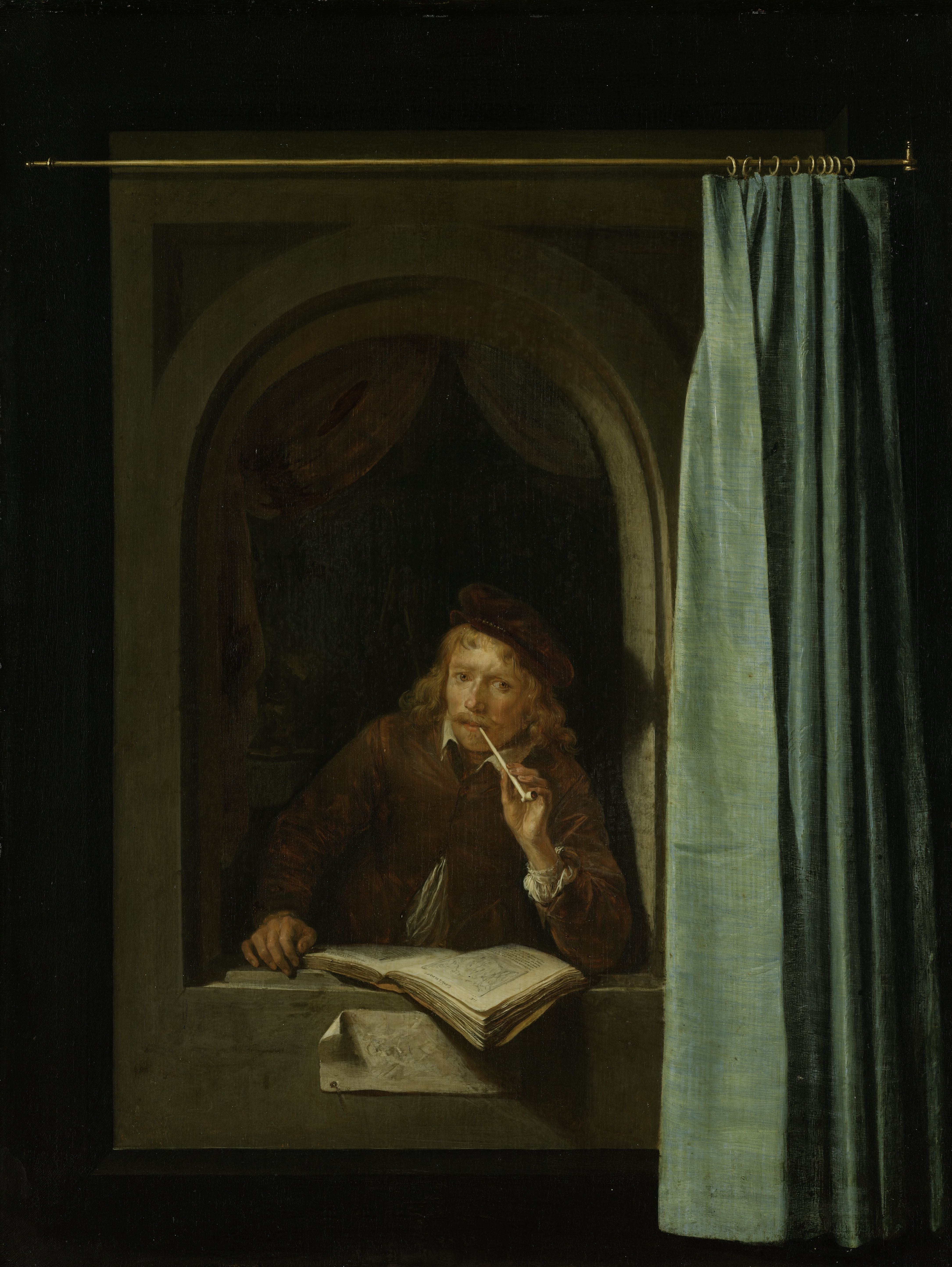
Gerard Dou, Självporträtt. Rijksmuseum, Amsterdam.

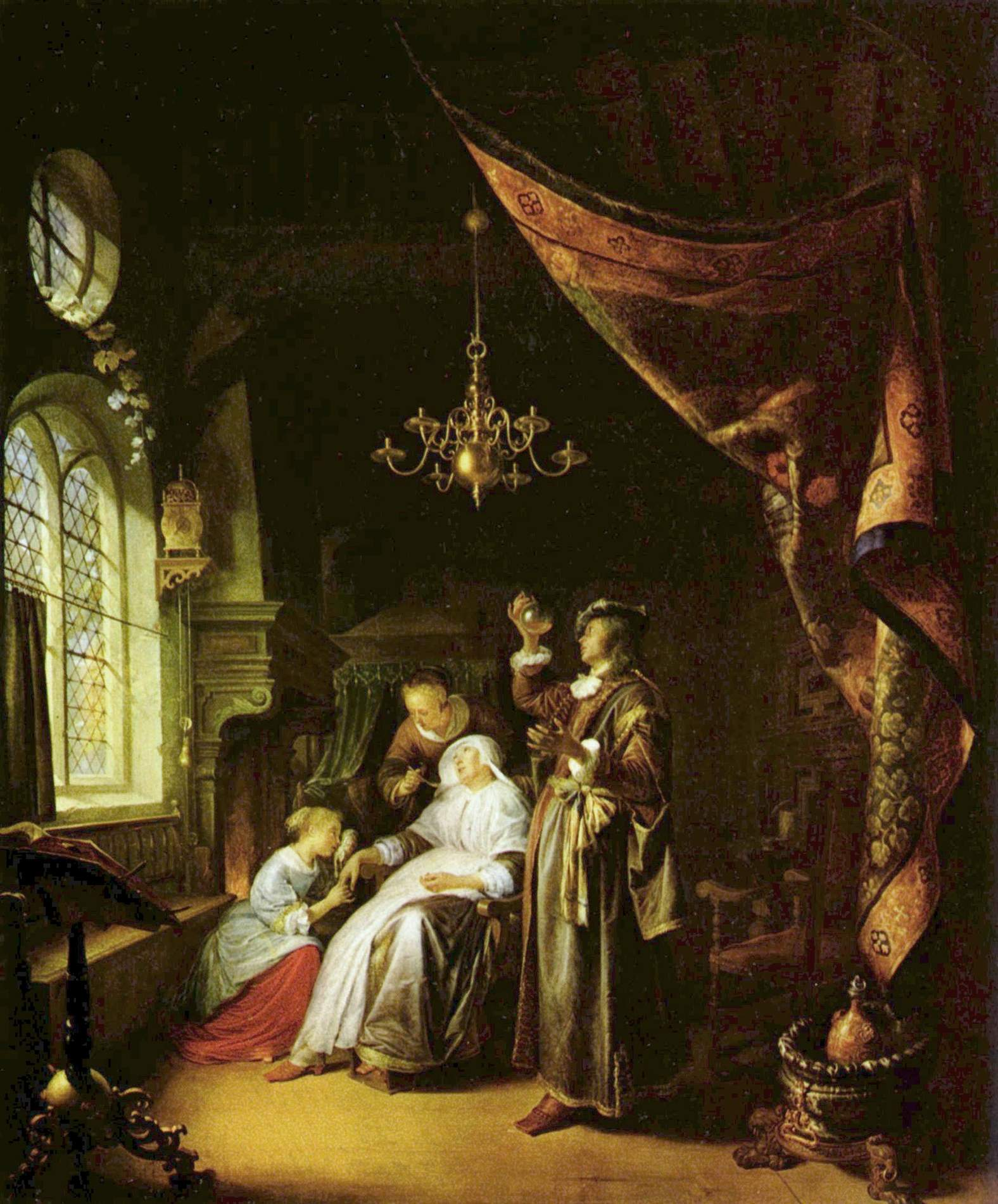
Gerard Dou, Den vattusiktiga. Louvren, Paris.

Gerard Dou eller Gerrit Dou, född 7 april 1613 i Leiden, död 9 februari 1675 i Leiden, var en nederländsk genremålare. 
Dou var lärjunge till sin far, glasmålaren Douwe Jansz., Bartholomeus Dolendo, glasmålaren Pieter Couwenhorn och 1628-1631 hos Rembrandt, vars typer och modeller återfinnas i Dous tidigare arbeten. Dou tog efter Rembrandts tidiga målningssätt och behandling av ljusdunklet och vidareutvecklade det, utan att ta intryck av hans alltmer utvecklade och bredare målningssätt efter flytten till Amsterdam. Dou fortsatte hela livet igenom att avbilda både de obetydligaste accessoarer såväl som människan med spetsig pensel och ett miniatyrartat målningssätt.
Dou placerade (inspirerad av François Duquesnois) gärna modellen i en fönsteröppning smyckad med reliefer, som framställde den avbildade personen i fullt dagsljus, medan bakgrunden, interiören, insveptes i ljusdunkel. Detta gjorde han både i självporträtt och övriga verk.
Han var ända till sin död chef för de holländska kabinettsmålarnas ("finmålarnas") högt skattade konstnärskrets och lärare åt Godfried Schalcken, Gabriel Metsu, Frans van Mieris d.ä., Pieter Cornelisz van Slingelandt, Jan van Staveren, Quiringh van Brekelenkam, Domenicus van Tol, Arie de Vois, Bartholomeus Maton med flera. Han utvecklade, trots sitt tidsödande finmåleri, en förvånande produktivitet som gör att han är representerad i ett flertal museer och i somliga med en hel rad arbeten. 
I Sverige finns numera på Nationalmuseum Den botfärdiga Magdalena, Mansporträtt - förmodat självporträtt och ett litet miniatyrporträtt av en ung dam. Gosse, blåsande såpbubblor som tidigare fanns i Sparreska samlingen på Kronovall såldes 1981 till Tokyo (The National Museum of Western Art). Drottning Kristina ägde på sin tid i Stockholm en uttömmande Dou-samling. Hon hade fått eller köpt dem av Dous mecenat, svenske residenten Pieter Spiring-Silfvercrona i Haag, men skickade tillbaka dem till dennes dödsbo före sin avresa utomlands.